# Sigismondo
Sigismondo  è un nome proprio di persona italiano maschile.

## Varianti
- Maschili: Sigismundo
  - Ipocoristici: Sismondo[1], Gismondo[1], Mondo, Mondino
- Femminili: Sigismonda[1], Sigismunda

### Varianti in altre lingue
- Catalano: Segimon
- Ceco: Zikmund[2]
- Danese: Sigmund[2]
- Esperanto: Sigismundo
- Francese: Sigismond
- Germanico: Sigismund[2], Sigimund[2]
- Inglese: Sigmund[2], Sigismund
  - Ipocoristico: Ziggy
- Latino: Sigismundus[1], Segimundus[3]
  - Femminili: Sigismunda[1]

- Norreno: Sigmundr[2]
- Norvegese: Sigmund[2]
- Olandese: Sigmund
- Polacco: Zygmunt[2], Zygmund
- Portoghese: Sigismundo
- Russo: Сигизмунд (Sigizmund)
- Slovacco: Žigmund[2]
- Sloveno: Žiga
- Spagnolo: Segismundo

- Svedese: Sigmund[2]
  - Ipocoristici: Sigge[2]
- Tedesco: Siegmund[2], Sigmund[2], Sigismund[2]
- Ungherese: Zsigmond[2]
  - Ipocoristici: Zsiga[2]

## Origine e diffusione
È un nome di origine germanica, composto dalle radici sigu (o sieg, "vittoria") e mund ("protezione"), dal significato complessivo di "colui che protegge con la vittoria".
Venne introdotto in Italia nella forma latinizzata Segimundus e poi tramite la tradizione longobardica e francone.

## Onomastico
L'onomastico si festeggia il 1º maggio in memoria di san Sigismondo, re dei Burgundi e poi abate presso Orléans e martire. Altri santi e beati con questo nome sono, alle date seguenti:
- 1º gennaio, san Zygmunt Gorazdowski, sacerdote[6]
- 30 gennaio, beato Zygmunt Pisarski, sacerdote e martire sotto i nazisti a Gdeszyn[6]
- 17 settembre, beato Zygmunt Sajna, sacerdote e martire a Palmiry[6]
- 17 settembre, san Zygmunt Szczęsny Feliński, arcivescovo di Varsavia[6]

## Persone

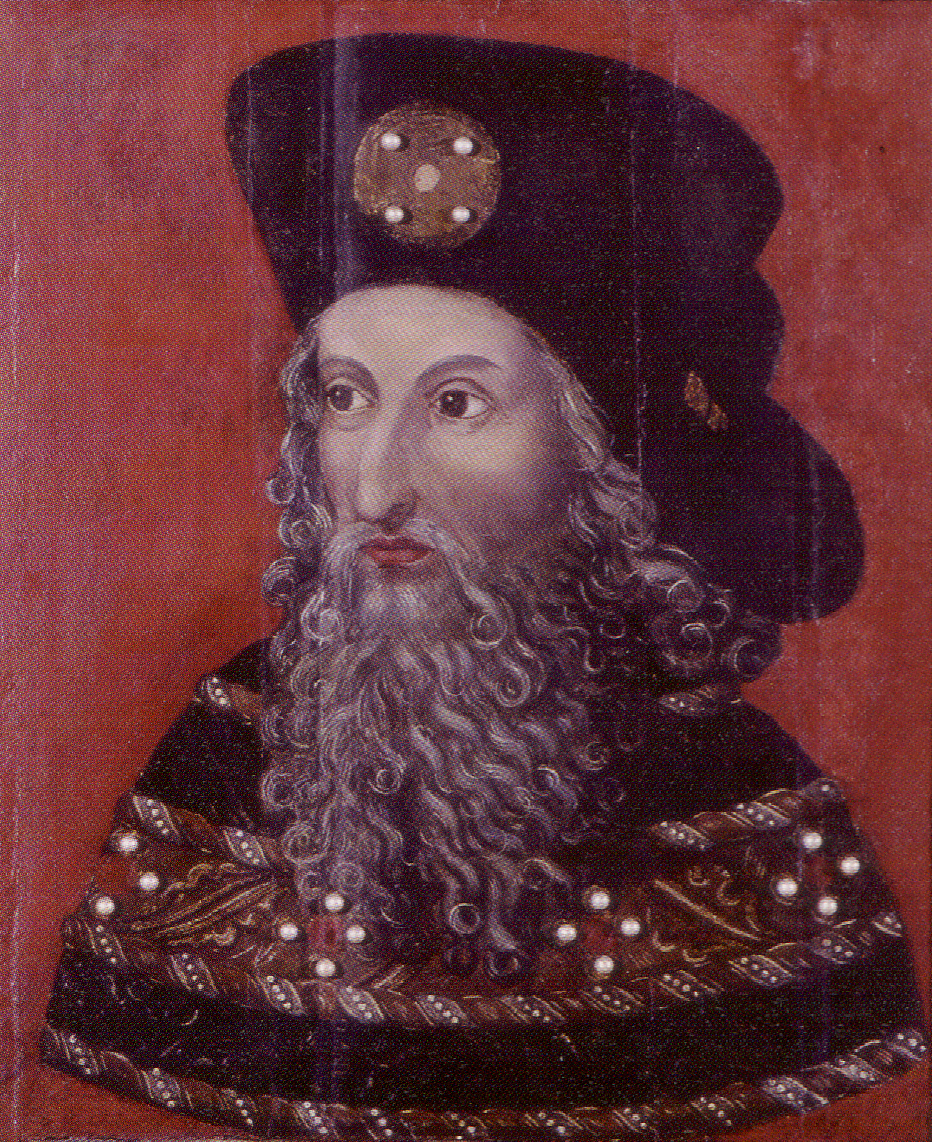
Sigismondo di Lussemburgo

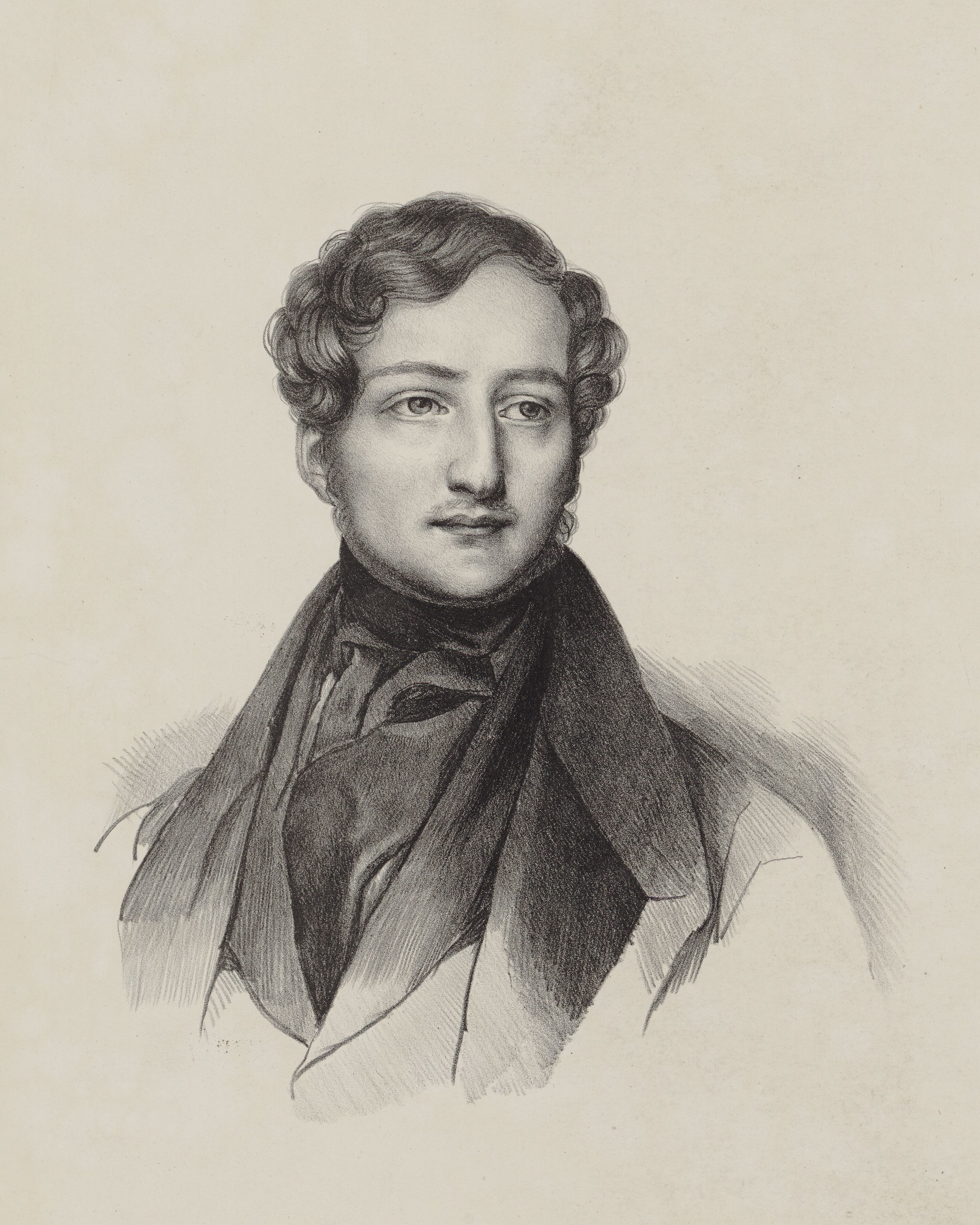
Sigismund Thalberg

- Sigismondo d'Austria, duca d'Austria e reggente del Tirolo e dell'Austria Anteriore
- Sigismondo II Augusto di Polonia, re di Polonia e Granduca di Lituania
- Sigismondo di Lussemburgo, Imperatore del Sacro Romano Impero
- Sigismondo III di Svezia, re di Svezia e di Polonia
- Sigismondo Castromediano, patriota, archeologo e letterato italiano
- Sigismondo Caula, pittore italiano
- Sigismondo d'India, compositore italiano
- Sigismondo de Magistris, pittore italiano
- Sigismondo Gonzaga, cardinale italiano
- Sigismondo Pandolfo Malatesta, detto il lupo di Rimini, signore di Rimini e Fano
- Sigismondo Casimiro Vasa, figlio di Ladislao IV Vasa

### Variante Sigismund

Sigmund Freud

- Sigismund Thalberg, pianista e compositore austriaco
- Sigismund von Herberstein, diplomatico e scrittore austriaco
- Sigismund Anton von Hohenwart, arcivescovo cattolico austriaco
- Sigismund von Kollonitz, cardinale austriaco
- Sigismund von Neukomm, compositore e pianista austriaco
- Sigismund Felix von Ow-Felldorf, vescovo cattolico tedesco
- Sigismund von Reischach, militare austriaco
- Sigismund III von Schrattenbach, arcivescovo cattolico austriaco
- Sigismund Waitz, arcivescovo cattolico austriaco

### Variante Sigmund
- Sigmund Exner, fisiologo austriaco
- Sigmund Feist, linguista tedesco

Sigmund Zois

- Sigmund Freud, neurologo e psicoanalista austriaco
- Sigmund Freudenberger, pittore svizzero
- Sigmund Frogn, calciatore norvegese
- Sigmund Haringer, calciatore tedesco
- Sigmund Jähn, cosmonauta tedesco
- Sigmund Lebert, pianista tedesco
- Sigmund Mayr, tipografo tedesco
- Sigmund Ruud, saltatore con gli sci, sciatore alpino e dirigente sportivo norvegese
- Sigmund Theophil Staden, organista e compositore tedesco
- Sigmund Christoph von Zeil und Trauchburg, vescovo cattolico tedesco
- Sigmund Zois, mineralogista e letterato sloveno

### Variante Siegmund

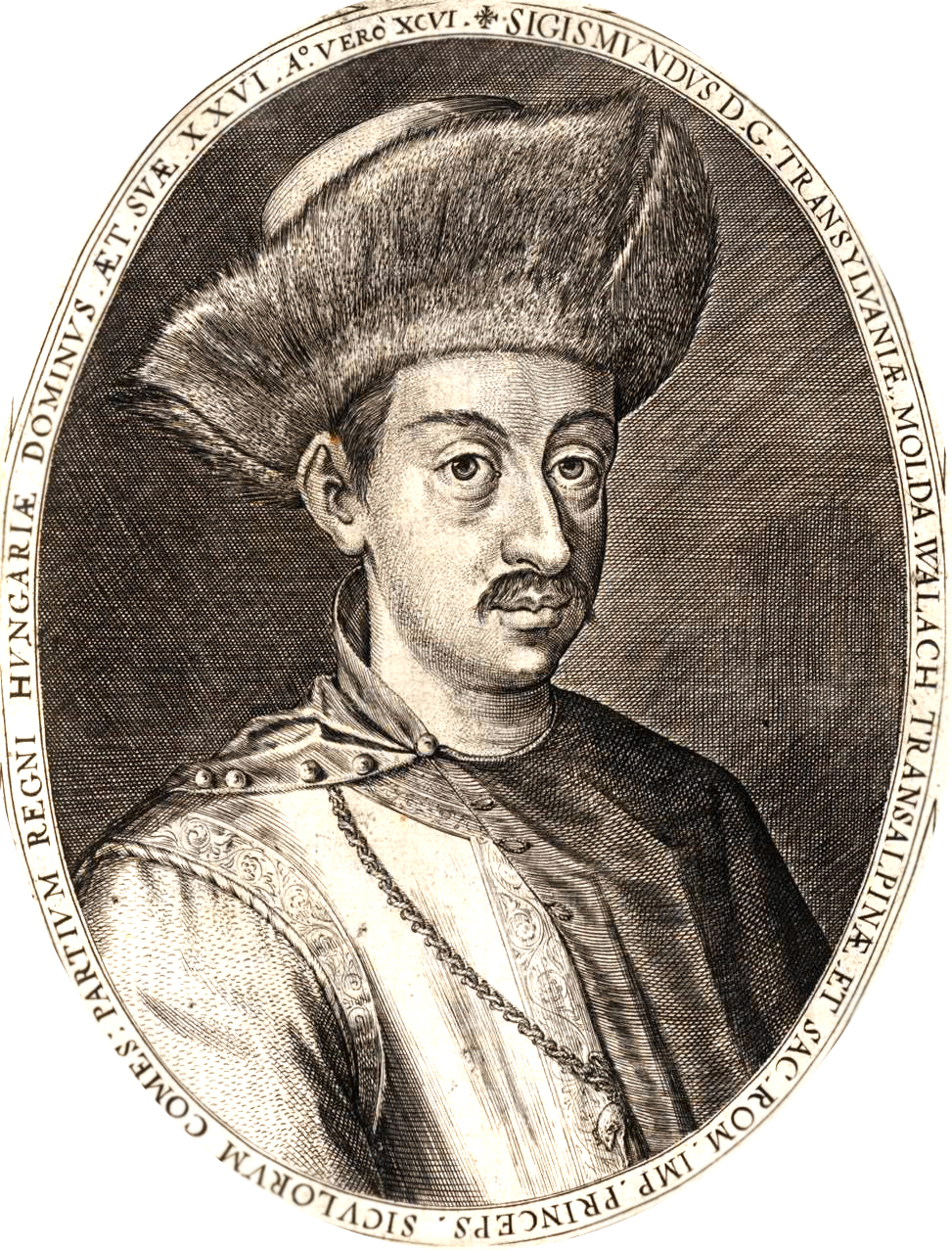
Zsigmond Báthory

- Siegmund Braitbart, circense polacco
- Siegmund Gabriel, chimico tedesco
- Siegmund Lubin, produttore cinematografico tedesco naturalizzato statunitense
- Siegmund von Birken, poeta tedesco
- Siegmund von Hausegger, compositore e direttore d'orchestra tedesco
- Siegmund von Suchodolski, illustratore e architetto tedesco

### Variante Ziggy
- Ziggy Alberts, cantante australiano
- Ziggy Marley, cantante e chitarrista giamaicano, figlio di Bob Marley
- Ziggy Palffy, hockeista su ghiaccio slovacco
- Ziggy Stardust, nome d'arte usato da David Bowie negli anni settanta

### Variante Zsigmond
- Zsigmond Báthory, principe di Transilvania
- Zsigmond Kémeny, politico ungherese
- Zsigmond Móricz, scrittore ungherese
- Zsigmond Villányi, pentatleta ungherese

### Variante Zygmunt

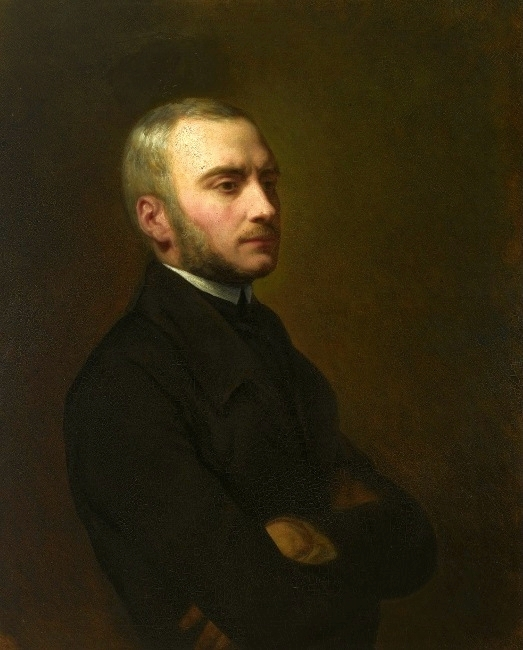
Zygmunt Krasiński

- Zygmunt Bauman, sociologo e filosofo polacco
- Zygmunt Berling, generale e politico polacco
- Zygmunt William Birnbaum, matematico e statistico ucraino
- Zygmunt Gonzaga Myszkowski, nobile polacco
- Zygmunt Koralewski, vescovo vetero-cattolico polacco
- Zygmunt Krasiński, poeta e scrittore polacco
- Zygmunt Kukla, calciatore polacco
- Zygmunt Muchniewski, politico polacco
- Zygmunt Olesiewicz, allenatore di pallacanestro polacco
- Zygmunt Puławski, ingegnere polacco
- Zygmunt Zimowski, arcivescovo cattolico polacco

### Altre varianti
- Segismundo Casado, militare spagnolo
- Gismondo Morelli Gualtierotti, politico italiano
- Segismundo Moret Prendergast, politico spagnolo
- Žigmund Pálffy, hockeista su ghiaccio e allenatore di hockey su ghiaccio slovacco
- Zikmund Schul, compositore tedesco

## Il nome nelle arti
- Sigismondo è un'opera di Gioachino Rossini.
- Sigismondo è il nome della campana della Cattedrale di Wawel, a Cracovia.
- Sigmund Baginov è un personaggio della serie a fumetti Nathan Never.
- Ziggy Flagstarr, personaggio della serie a fumetti PKNA